# 允升國際
允升國際控股有限公司，簡稱允升國際控股，以及允升國際（英語：Vision Fame International Holding Limited，港交所：1315），在1990年由黃羅輝（主席及首席執行官）、何惠泉、鄧德傑等創立，名為「宏宗建築有限公司」。
業務在香港、澳門及新加坡提供樓宇建造、改建、翻新、改善工程及室內裝修工程服務，而總部位於香港九龍旺角廣東道1123號福安大廈2樓A室。而股份在2012年1月18日，也就是農曆新年假期前，於香港交易所主板上市。
而首日上市1.6港元，較招股價（1.2港元，發行股份為3173萬股，集資額為4250萬港元）漲幅為33%。

## 連結
- irasia.com/listco/hk/visionfame （页面存档备份，存于）
- 官方网站